# Парагвайская кампания
Парагвайская кампания (1810—1811) (исп. Expedición de Belgrano al Paraguay) — попытка войск Соединённых провинций Южной Америки под командованием Мануэля Бельграно подчинить территорию Парагвая в условиях Майской революции. 
Парагвайцы считают эти события войной за независимость. В первых боях при Кампичуэло и Маракане аргентинцы одержали победы, однако в последующих сражениях при Парагари и Такуари они были разбиты. Бельграно был вынужден завершить кампанию, а через несколько месяцев Парагвай добился независимости и от Испании.

## Предыстория
Через три месяца после создания Временной правительственной хунты в Буэнос-Айресе Мануэль Бельграно был назначен главнокомандующим армии, предназначенной для обеспечения поддержки силам революции в Корриентесе, Санта-Фе, Парагвае и на Восточной полосе. Несколько дней спустя его цель стала более конкретной: он должен был занять территорию Парагвая. Хунта имела информацию, что анти-испанская патриотическая партия в регионе была сильна, и небольшой армии было бы достаточно, чтобы взять Парагвай под контроль. Доверившись информаторам, Бельграно выдвинулся в Парагвай, чтобы добиться поддержки хунты в Парагвае или способствовать формированию там нового правительства, которое оставалось бы в дружеских отношениях с Буэнос-Айресом.
Бельграно направился на север с почти 200 солдатами, рассчитывая собрать больше людей на своём пути к реке Парана. Солдаты из Сан-Николаса и Санта-Фе действительно пополнили ряды армии Бельграно, а затем хунта прислала подкрепление из 200 солдат. Армию Бельграно приветствовало большинство населения, встреченного по пути, в неё вливались отряды новобранцев из окрестных деревень. Наконец, сформировалась армия из 950 солдат — пехотинцев и кавалерии, — разделенных на четыре полка, усиленных артиллерийским расчетом каждый.

## Парагвайский Конгресс 24 июля 1810 года
«Этот конгресс не станет обсуждать, является ли этот содомит [король Испании] или его немощный сын нашим правителем. Никто из них более не имеет власти в Парагвае. Этот Конгресс должен обсудить способы защиты нашей независимости от Бразилии, Буэнос-Айреса и Лимы… Парагвай — свободная и независимая республика…»
Хосе Гаспар де Франсия, речь на конгрессе 24 июля 1810 года.
Парагвай был одним из самых отдаленных регионов испанской колониальной империи, что делало идеи независимости в стране особенно сильными. Для самих парагвайцев их независимость началась с Конгресса 24 июля 1810 года, на котором был заявлен отказ признать власть Буэнос-Айреса, заявившего об отделении от испанской колониальной империи. Доктор Хосе Гаспар де Франсия и другие патриоты взяли ситуацию в стране под контроль и начали работать над провозглашением независимости и от вице-королевства Рио-де-ла-Плата, и от Испании. Бельграно проигнорировал решения Конгресса и вторгся в Парагвай, полагая, что найдет широкую поддержку среди местного населения. В политических кругах Парагвая присутствовали три основные тенденции: те, кто поддерживал регентский совет, те, кто поддержал хунту в Буэнос-Айресе, и те, кто поддержал декларацию о независимости.

## Кампания
К концу октября армия Бельграно остановилась в районе Курусу-Куатия, где проходила старая граница между аргентинской провинцией Корриентес и парагвайским Япейю. К ноябрю его армия достигла реки Парана возле острова Апипе, где Бельграно принял меры, чтобы привлечь на свою сторону туземцев, живших в миссиях. Он даровал местным жителям полные гражданские и политические права, предоставил землю, разрешил торговать с Соединёнными провинциями Южной Америки, возродил общественные и религиозные институты. Однако позднее хунта потребовала от Бельграно не брать на себя подобные полномочия без разрешения.
С этого времени аргентинская армия перешла на территорию провинции Канделария, которая стала плацдармом для нападения на Парагвай. Рельеф местности изначально давал преимущество находившимся в регионе испанским войскам под командованием Веласко: река Парана, почти в 1 км шириной, была эффективным естественным барьером между армиями. 19 декабря Бельграно на лодках пересек Парану, и вскоре в битве при Кампичуэло обратил испанско-парагвайскую армию в бегство. В следующей битве при Парагуари войска Бельграно имели изначальное преимущество, но в конце концов сказалось численное превосходство солдат Веласко, чьи ряды пополнили около 3500 парагвайских добровольцев. Бельграно обнаружил армию Веласко с вершины холма Мбаэ, и, несмотря на численное превосходство противника, приказал атаковать, уповая на боевой дух своих солдат. Даже потеряв около 120 солдат, Бельграно хотел продолжать бой, но его советники убедили его отступить. При этом решение Бельграно о продолжении борьбы основывалось на его вере в превосходство его солдат над наспех обученными парагвайскими патриотами.
Армия Бельграно встала у Такуари, внимательно наблюдая за манёврами объединённой парагвайской армии Фульхенсио Йегроса и Мануэля Атанасио Кабаньяса. Эта армия насчитывала почти три тысячи солдат, в то время как у Бельграно осталось лишь четыре сотни. Парагвайцы атаковали аргентинцев сразу с нескольких сторон в битве при Такуари 9 марта. Бельграно предложили сдаться, но он отказался. Он перестроил оставшихся 235 солдат и приказал своему секретарю сжечь все документы и переписку, чтобы предотвратить их попадание в руки врага. Бельграно организовал артиллерийский залп, заставивший парагвайцев рассеяться, и начал выбираться из окружения через открывшийся коридор. После завершения манёвра Бельграно отправил к парагвайцам парламентеров, заявив, что он прибыл в Парагвай, чтобы помочь, а не покорить, но, учитывая враждебность парагвайцев, он был вынужден покинуть провинцию.

## Последствия
Парагвайская кампания обернулась полным разгромом хунты в Буэнос-Айресе с военной точки зрения. Для парагвайцев поражение Бельграно стало залогом независимости от Буэнос-Айреса и началом их будущей свободы от власти Испании. В дальнейшем отношения между Парагваем и Аргентиной оставались напряженными.